# Garapita garbosa
Garapita garbosa är en insektsart som beskrevs av Paul W. Oman 1938. Garapita garbosa ingår i släktet Garapita och familjen dvärgstritar. Inga underarter finns listade i Catalogue of Life.